# 白池湖
白池湖是一个位于中国江西省波阳县的湖泊，面积约为2平方千米。